# Femke Pluim
Femke Pluim (* 10. Mai 1994 in Gouda) ist eine niederländische Stabhochspringerin.

## Sportliche Laufbahn
Femke Pluim war ursprünglich Turnerin und kam erst 2011 zur Leichtathletik. Zu Beginn war sie im Sprintbereich tätig und wechselte erst später zum Stabhochsprung.
Sie nahm an den Junioreneuropameisterschaften 2013 teil und gewann dort die Silbermedaille. 2015 scheiterte sie bei den Halleneuropameisterschaften in der Qualifikation und belegte bei den U23-Europameisterschaften den vierten Platz. Sie scheiterte bei den Weltmeisterschaften in Peking bereits in der Qualifikation.
Bei den Europameisterschaften 2016 in Amsterdam errang sie mit 4,45 m den sechsten Platz. Hingegen scheiterte sie bei den Olympischen Spielen in Rio de Janeiro mit 4,15 m bereits in der Qualifikation.